# Торчиха (Владимирская область)
Торчиха — деревня в Вязниковском районе Владимирской области России, входит в состав Стёпанцевского сельского поселения.

## География
Деревня расположена в 5 км на юго-восток от центра поселения посёлка Стёпанцево и в 36 км на юго-запад от города Вязники.

## История
В конце XIX — начале XX века деревня входила в состав Воскресенской волости Судогодского уезда, с 1926 года — в составе Вязниковского уезда. В 1859 году в деревне числилось 5 дворов, в 1905 году — 7 дворов, в 1926 году — 10 дворов.
С 1929 года деревня входила в состав Эдонского сельсовета Вязниковского района, с 1935 года — в составе Никологорского района, с 1963 года — в составе Вязниковского района, с 2005 года входит в состав Стёпанцевского сельского поселения.

## Население
| 1859 | 1905 | 1926 | 2002 | 2010 | 2021 |
| ---- | ---- | ---- | ---- | ---- | ---- |
| 49   | ↘27  | ↗48  | ↘7   | ↘3   | →3   |